# Willy Burgers
Wilhelm Gerard Burgers (Arnhem, 16 augustus 1897 – 's-Gravenhage, 24 september 1988) was een Nederlands materiaalkundige uit de 20e eeuw. Net als zijn broer Jan Burgers was hij werkzaam aan de Technische Universiteit Delft. 
Burgers was hoogleraar fysische chemie, later bekend als materiaalkunde. Hij is één van de grondleggers van de afdeling en studie Technische Materiaalwetenschappen aan de TU Delft. Hij specialiseerde zich in de kristallografie en metallurgie. Zo hield hij zich onder meer bezig met dislocaties, en wordt soms, ten onrechte, als de vader van de Burgersvector gezien. Dit begrip ontstond met hulp van zijn broer J.M. Burgers, die op het idee van de vector kwam door zijn eigen kennis van wervels in de vloeistofmechanica. In zijn afscheidsrede heeft W.G. Burgers zichzelf "de oom van de Burgersvector" genoemd. 
In 1963 ontving Burgers de Gilles Holstprijs, een vierjarige prijs van de KNAW die uitgereikt wordt aan Nederlandse onderzoekers die werkzaam zijn in het tussengebied van natuur- en scheikunde. 
In het vroegere gebouw van Technische Materiaalwetenschappen aan de Rotterdamseweg te Delft bevond zich - tot de sloop van het gebouw in 2006 - een plaquette voor Burgers. Tegenwoordig hangt deze in de afdeling “Materials Science and Engineering” binnen het gezamenlijke gebouw van Mechanical Engineering (ME) op de TU Delft campus.

## Galerie

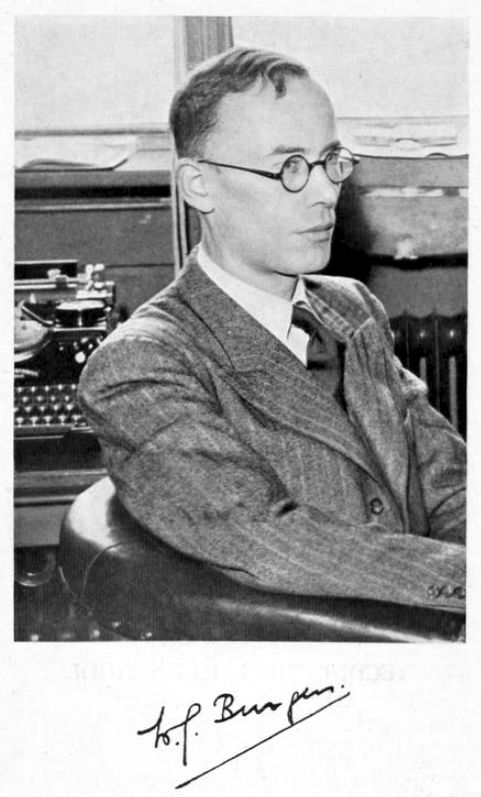
Prof. dr. W. G. Burgers (1941)
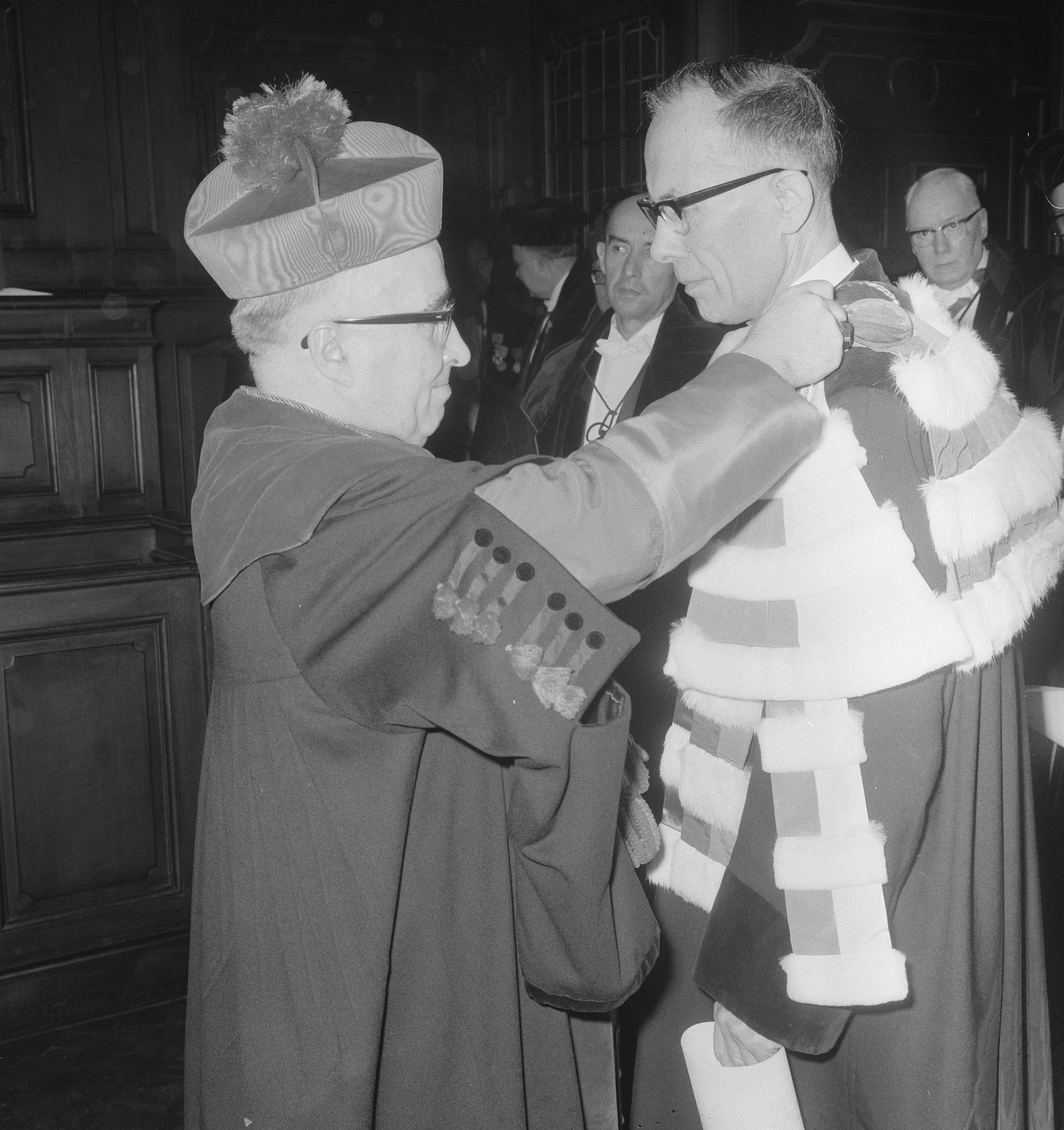
Burgers ontvangt eredoctoraat in Leuven (1967)
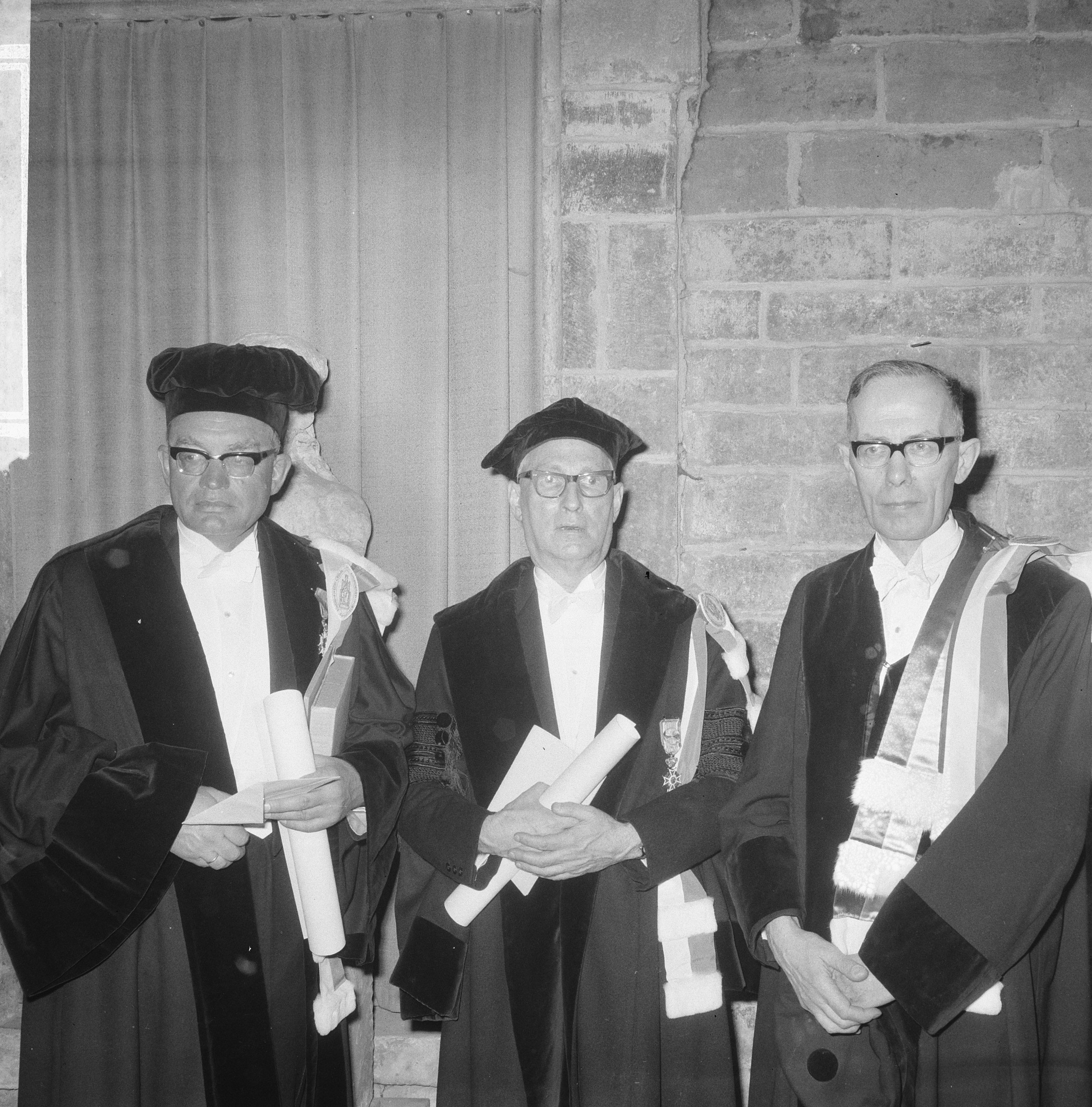
Ere-doctoraten aan de Universiteit te Leuven, 1967
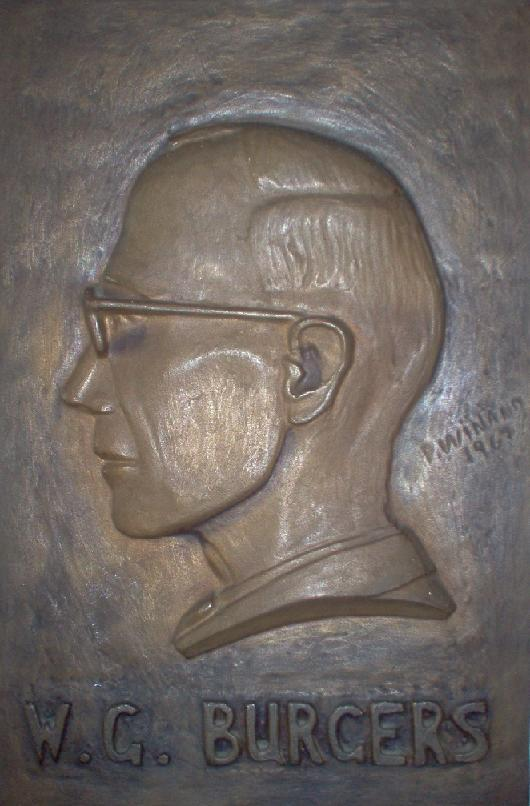
Plaquette van Burgers (Delft)